# 比廖维斯波德奥特罗
比廖维斯波德奥特罗，是西班牙卡斯蒂利亚-莱昂莱昂省的一个市镇。 总面积32平方公里，总人口702人（001年），人口密度22人/平方公里。